# 加查马达大学
加查马达大学 (簡稱UGM)是位於印度尼西亞日惹的一所公立研究型大學。

## 历史
正式創立於1949年12月9日，但大學的第一堂課其實早於1946年便開始了。故該大學實為印尼最古老的高等教育機構，也是頗富盛名的大學之一。該校的名稱是以印尼古代政治軍事人物加查·馬達命名。
加查马达大学有18個學院 及27個研究中心， ，提供68種學士學位、23種文憑,、104種碩士學位及專業科目, 與43個博士學位, 範圍從社會科學 至 工程學皆有。 該大學已有約 55,000 位學生, 1,187 位外籍學生, 還有2,500 位教職人員。 該大學有一 360英畝（150公頃）大的校區 ，校園內建築包含一運動場與健身中心。
加查马达大学試圖在校園內營造引導式學習的環境，而為了達成這樣的目的，該大學採取了一系列的實際措施，諸如新建校內宿舍的之工程、發展行人徒步區、降低汙染與汽車等廢氣排放、限制車輛進入校園，  發展類似迷你公園的小庭院(parking pockets) 與種植更多的樹木。

## 知名校友

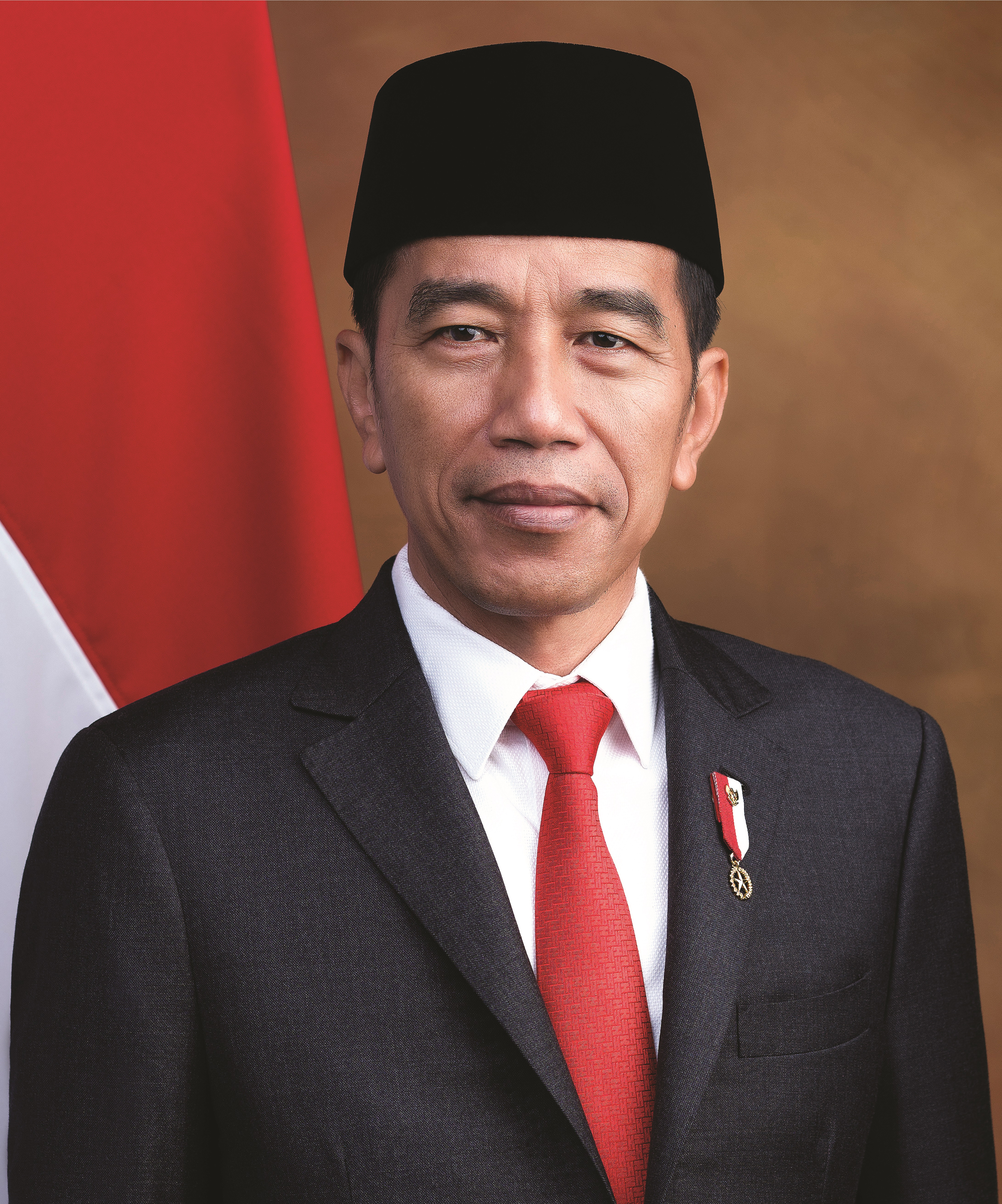
佐科·維多多

- 佐科·維多多：前任印度尼西亚总统
- 阿尼斯·巴斯威丹：前任雅加达市长